# Eolianite

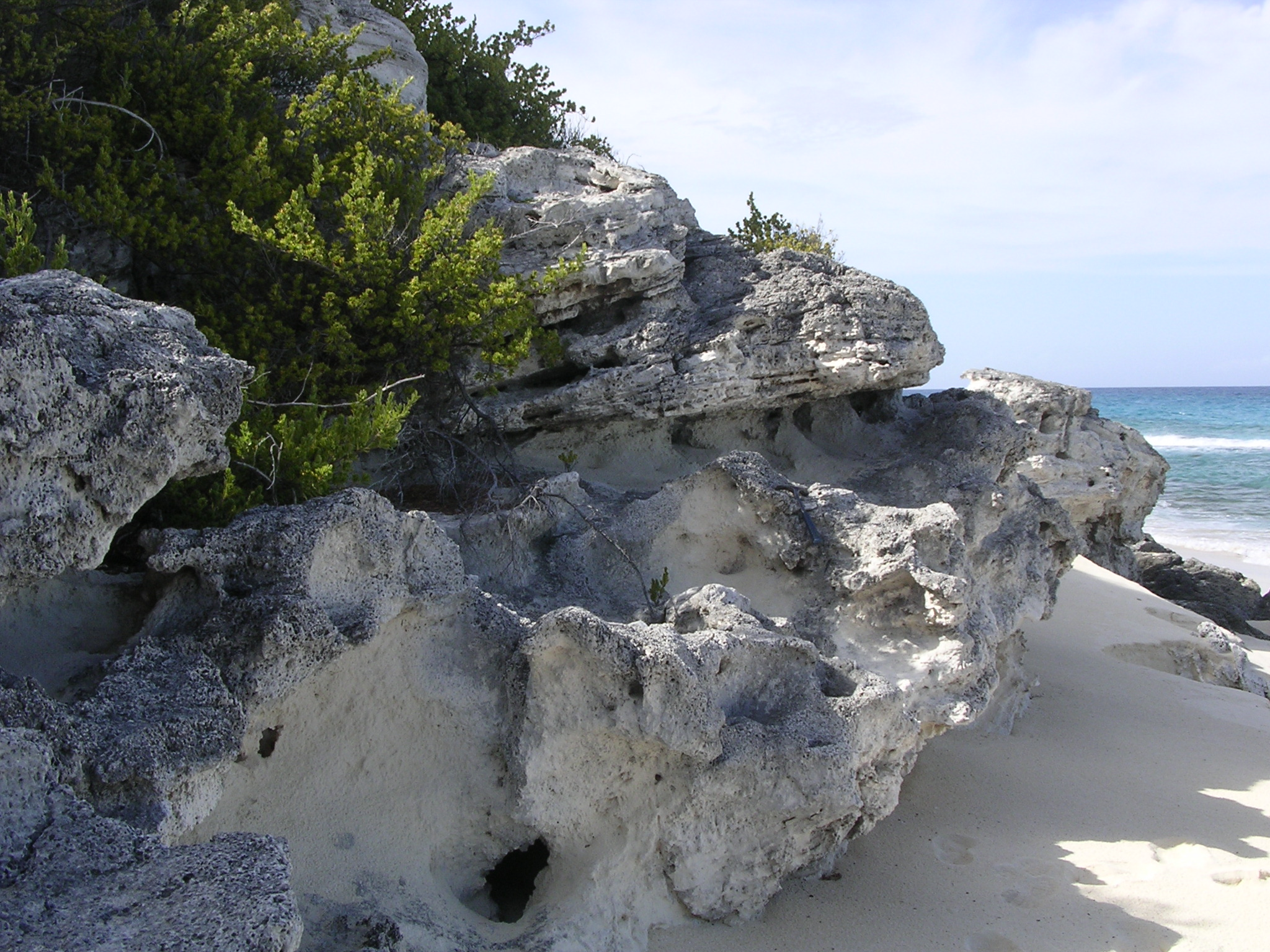
Eolianite dell'Olocene a Long Island (Bahamas).

Con la dizione eolianite ci si riferisce a una qualunque roccia formatasi per litificazione dei sedimenti depositati da processi eolici, cioè dal vento.
Nell'uso comune tuttavia il termine si riferisce specificamente alla forma più comune dell'eolianite, il calcare costiero costituito da sedimenti carbonatici di origine biogenica da acque marine poco profonde, trasformato in dune costiere sotto l'azione del vento e in seguito litificatosi.
L'eolianite è conosciuta come kurkar in Medio Oriente, miliolite in India e Arabia, e grès dunaire nei paesi del Mediterraneo orientale.

## Caratteristiche

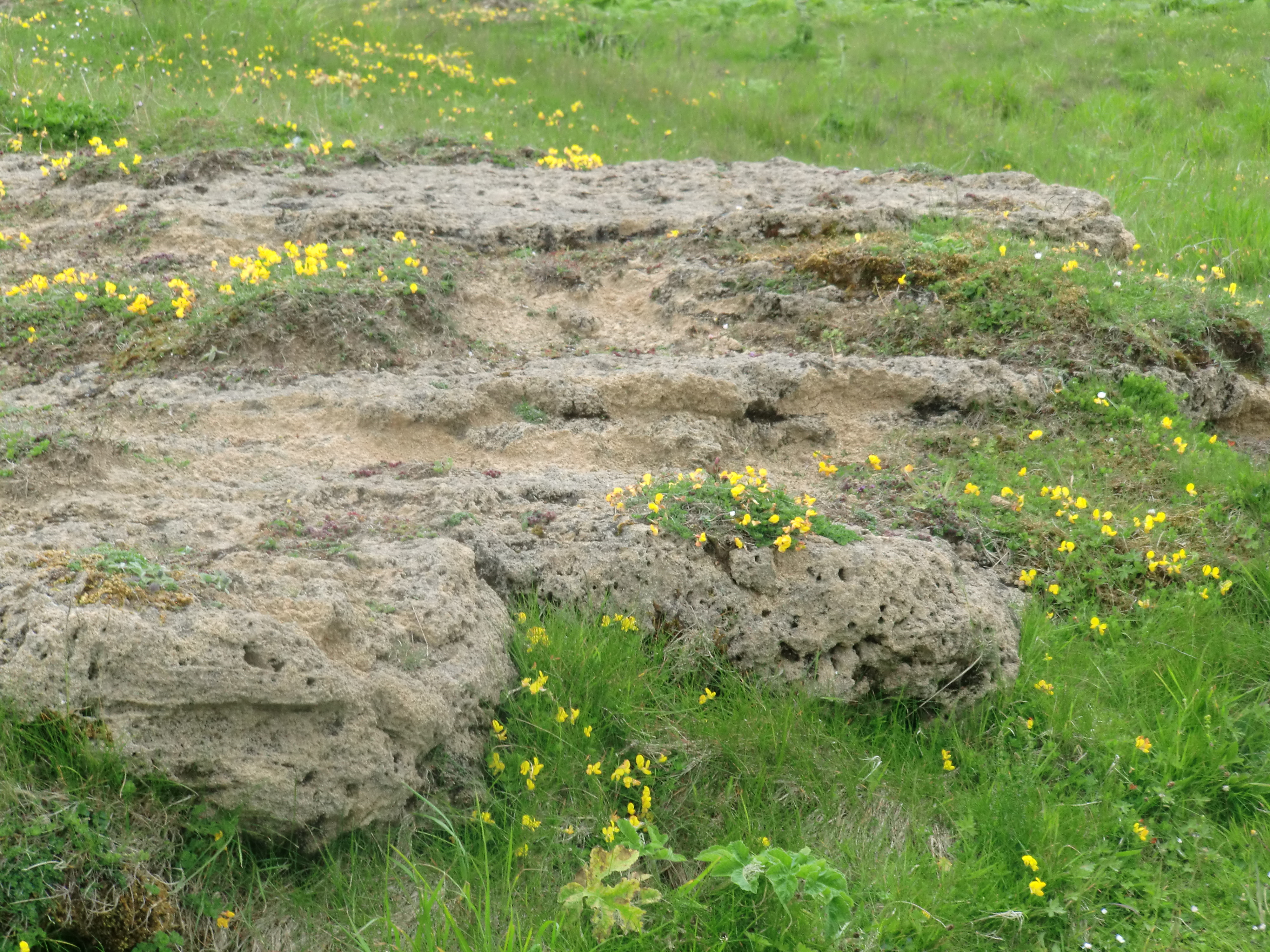
Affioramenti di eolianite nell'isola di Mainland, in Scozia

Le eolianiti si sono formate nell'ultimo milione di anni e si ritiene che la tempistica di deposizione sia correlata al livello del mare, anche se la natura di questa correlazione non del tutto chiara.
L'eolianite è presente in molte parti del mondo, particolarmente tra la latitudine 20° e 40° di entrambi gli emisferi, con scarse presenze vicino all'equatore e nessun deposito in prossimità dei poli. Non c'è alcuna differenza di distribuzione tra i due emisferi, ma se si prende in considerazione lo spessore e la dimensione dei depositi, allora l'emisfero australe mostra una netta predominanza.
Le condizioni favorevoli per la formazione di eolianite sono:
- un clima caldo, favorevole al deposito di carbonati di origine animale in acque marine basse; ad esempio la formazione di conchiglie da parte di molluschi;
- venti che accumulano i sedimenti in dune costiere;
- una topografia costiera relativamente bassa, con ridotta presenza di falesie, che favorisce la formazione dei sistemi di dune costiere;
- basso livello di precipitazioni costiere, che favorisce una rapida litificazione:
- stabilità tettonica.

I più vasti depositi di eolianite si trovano nell'emisfero australe sulle coste meridionali e occidentali dell'Australia. Sulla costa occidentale si trovano circa 800 km di falesie di eolianite con spessori che arrivano anche a 150 m. Queste falesie, chiamate localmente Tamala Limestone Formation, contengono strati derivanti da dune interdispersi con strati derivanti da acque marine basse. 
Altri importanti depositi si trovano alle Bermuda e Bahamas, sulle coste meridionali e orientali del Sud Africa, nel Mediterraneo, in India, nelle isole oceaniche degli oceani Pacifico, Atlantico e Indiano.